# Эксперимент «Повиновение»
«Эксперимент „Повиновение“» (англ. Compliance) — триллер режиссёра и сценариста Крэйга Зобела 2012 года. В главных ролях — Энн Дауд, Дрима Уокер и Пэт Хили.

## Основа
Фильм основан на реальных событиях, произошедших в США 9 апреля 2004 года, когда в ресторан «Макдональдс» в Маунт-Вашингтоне, штат Кентукки, позвонил 37-летний сотрудник частной тюрьмы Дэвид Р. Стюарт, представившийся «офицером Скоттом».

## Сюжет
В ресторане быстрого питания горячий день, кто-то из сотрудников вчера забыл закрыть холодильник, и часть продуктов пропала. Наплыв клиентов, пятница, продуктов не хватает, и у менеджера Сандры масса хлопот. Тем временем, неизвестный человек звонит в ресторан и, представившись офицером Дэниелсом, просит пригласить менеджера. Одну из сотрудниц, по описанию явно кассиршу Бекки, якобы подозревают в краже денег у клиента. Голос по телефону требует задержать девушку и до приезда полиции обыскать. Дэниелс ссылается на то, что на другой линии у него руководитель Сандры и он в курсе происходящего. Менеджер Сандра подчиняется, несмотря на возражения Бекки, заставляет её раздеться и забирает одежду.
Сандре необходимо вернуться к своим обязанностям, и она приказывает проследить за Бекки сотруднику Кевину. Он отказывается. Тогда Сандра просит помочь своего жениха Вана. Он заставляет Бекки снять всё, что на ней осталось — фартук и, под командованием голоса из телефона, устраивает интимный обыск. Затем бьёт и принуждает девушку к оральному сексу. Только когда вмешивается другой сотрудник Гарольд, насилие прекращается. Когда Сандра настаивает пригласить к телефону её начальство, выясняется, что звонивший — телефонный хулиган и шутка зашла слишком далеко.
Инцидент был зафиксирован камерами наблюдения. События получили огласку. В дело вмешивается настоящая полиция, и хулигана находят. Бекки предлагают подать в суд на заведение. В концовке, в ходе шоу, журналист расспрашивает о подробностях Сандру. Она отвечает уклончиво и пытается отвести обвинения.

## В ролях
- Дрима Уокер — Бекки
- Энн Дауд — Сандра
- Пэт Хили — «офицер Дэниелс»
- Билл Кэмп — Ван
- Филип Эттингер — Кевин
- Эшли Эткинсон — Марти
- Джеймс Маккэффри — детектив Нилс

## Отзывы
На сайте Rotten Tomatoes у фильма 89 % положительных рецензий на основе 144 рецензий со средней оценкой 7,5 из 10. На Metacritic — 68 баллов из 100 на основе 32 рецензий, что соответствует статусу «преимущественно положительные отзывы».

## Награды и номинации
Фильм получил 12 премий и 19 номинаций, в том числе:
- 2013 — две номинации на премию «Сатурн»: лучший независимый фильм, лучшая женская роль (Энн Дауд)
- 2013 — номинация на премию «Выбор критиков» за лучшую женскую роль второго плана (Энн Дауд)
- 2013 — номинация на премию «Независимый дух» за лучшую женскую роль второго плана (Энн Дауд)
- 2013 — три номинации на премию «Fangoria Chainsaw»: лучший фильм в ограниченном прокате, лучшая мужская роль второго плана (Пэт Хили), лучшая женская роль второго плана (Дрима Уокер)
- 2012 — премия Национального совета кинокритиков США за лучшую женскую роль второго плана (Энн Дауд), а также попадание в десятку лучших независимых фильмов года